# Briceni járás
A Briceni járás (magyarul: Északi járás, oroszul: Бричанский район, ukránul: Бричанський район) közigazgatási egység Moldovában. Közigazgatási központja Briceni város.

## Fekvése
Az ország északi részén, a Prut folyó bal partján helyezkedik el. Északról az ukrán Csernyivci terület, nyugatról a román Botoșani megye, délről Edineț, keletről pedig Ocnița járások határolják.

## Földrajz
A legnagyobb tengerszint feletti magasság 260 méter, Bălcăuți község közelében található. A járáson haladnak keresztül a Vilia, Larga,  Lopatnic (hosszúsága 57 km), a Racovăț (68 km) és a Draghiste (67 km) folyók. A tavak többsége mesterséges. A járás 10%-át borítják erdők, a fő fafajták a juhar, a tölgy és a nyír.
Védett területek:
- Emil Racovita barlang
- Rososeni természetvédelmi terület
- Tețcani tájvédelmi körzet

## Éghajlat
Kontinentális éghajlat jellemzi, az évi csapadékmennyiség 600–650 mm közötti, az évi középhőmérséklet pedig 8 °C. A januári középhőmérséklet -5,5 °C a júliusi 19,5 °C.

## Történelem
A járásban településeit először egy 1429. június 17-ei keltezésű okirat említi. Lipcani, Larga, Mihăileni, Șirăuți először 1429 és 1433 között volt megnevezve. Az itt élő tatárokat 1699-ben a lengyelországi Kamjanec-Pogyilszkijba telepítették. 1788-ban, egy osztrák katonai jelentés szerint 56 ház volt a járásban. 1812-1918 között a terület orosz igazgatás alatt állt. 1897-ben Briceni népessége 7446 fő volt, amelynek 96,5% zsidó nemzetiségű volt.

## Közigazgatási beosztás
A Briceni járás 2 városból, 26 községből és 11 faluból áll.
Városok
- Briceni, Lipcani

Községek
- Balasinești, Beleavinți, Bălcăuți, Berlinți, Bogdănești, Bulboaca, Caracușenii Vechi, Colicăuți, Corjeuți, Coteala, Cotiujeni, Criva, Drepcăuți, Grimăncăuți, Halahora de Sus, Hlina, Larga, Mărcăuți, Medveja, Mihăileni, Pererita, Șirăuți, Slobozia-Șirăuți, Tabani, Tețcani, Trebisăuți.

Falvak
- Bocicăuți, Caracușenii Noi, Bezeda, Grimești, Trestieni, Chirilovca, Halahora de Jos, Pavlovca, Mărcăuții Noi, Slobozia-Medveja, Groznița.

## Lakosság
A járás lakossága, a 2004-es népszámlálási adatok alapján, 78 027 fő.
| Nemzetiségek        | 2004  | 2004   |
| ------------------- | ----- | ------ |
| Moldávok            | 55123 | 70,67% |
| Ukránok             | 19939 | 25,55% |
| Oroszok             | 2061  | 2,64%  |
| Románok             | 314   | 0,40%  |
| Romák               | 187   | 0,24%  |
| Zsidók              | 84    | 0,11%  |
| Gagauzok            | 59    | 0,07%  |
| Bolgárok            | 45    | 0,06%  |
| Egyéb nemzetiségűek | 215   | 0,27%  |
| Összesen            | 78027 | 100,0% |

Vallási megoszlás: keresztény 83,8% (ebből ortodox keresztény 79,7%, protestáns 4,1%) más vallású 11,6%, nem vallásos 4,2%, ateista 0,4%.

## Gazdaság
A 2004-ben 20000 embert foglalkoztató mezőgazdaság a fő gazdasági ágazat, a fő termények a cukorrépa, a rozs, a búza és az árpa. A gyümölcsöskertekben almát, cseresznyét, szilvát és egyéb gyümölcsöket termesztenek.

## Kultúra
A járásban 31 művelődési ház és 32 nyilvános könyvtár van. Ezenkívül 9 művészeti iskola is működik, amely 154 főt foglalkoztat. A legtöbb kulturális eseményt Larga községben rendezik.

## Sport
196 sportlétesítmény és 2 stadion található (Larga és Drepcăuți községben). Híres a Grimăncăuți olimpiai bokszközpont és a Medveja iskola, ahol kiváló bokszolók tanultak. Az iskola leghíresebb tanítványa Vitalie Grușac, aki bronzérmet nyert a 2000. évi nyári olimpiai játékokon, Sydneyben.

## Külső hivatkozások
- Briceni város honlapja

1. ↑  2014 Moldovan census, 2017